# Настольная книга атеиста
«Насто́льная кни́га атеи́ста» — однотомный справочник по вопросам атеизма и религии, выпускавшийся в СССР на протяжении 19 лет. Первое издание вышло в свет в 1968 году, а последнее 9-е — в 1987 году. Совокупный тираж первых шести изданий составил 725 тысяч экземпляров. Ранее неоднократно издавался её предшественник — «Спутник атеиста».
«Настольная книга атеиста» была рассчитана на пропагандистов, агитаторов, партийных и советских работников, преподавателей и учащихся высших и средних учебных заведений и всех интересующихся атеистической проблематикой, а также ведущих работу по атеистическому воспитанию. В подготовке книги приняли участие учёные, преподаватели вузов, журналисты, пропагандисты. Они стремились создать книгу, которая охватывала бы широкий круг вопросов теории и практики научного атеизма.
При анализе религиозных вероучений основное внимание уделено тем религиозным направлениям, которые получили распространение в СССР. Религии же, с которыми, по мнению авторов, пропагандистам не приходится практически сталкиваться в повседневной работе, как, например, синтоизм, даосизм и др., охарактеризованы очень кратко. Особо выделены материалы о культе, морали, литературе тех религиозных направлений, которые представляют для пропагандистов практический интерес.
Каждое следующее издание содержало ряд дополнений по сравнению с предыдущими изданиями и подготавливалось с учётом критических замечаний и пожеланий, высказанных читателями, а также рецензий в периодической печати.

## Содержание
На примере девятого издания «Настольной книги атеиста» можно дать общую характеристику структуры издания.
- Первая глава посвящена развитию идей атеизма с древнего мира до наших дней.
- Вторая глава даёт обзор религии в современном мире. В ней кратко описана картина распространения различных религий по земному шару.
- Третья глава более подробно рассматривает основные религиозные направления (христианство (православие, католицизм, протестантизм), христианское богословие, ислам, иудаизм и буддизм).
- Четвёртая и пятая главы посвящены морали и культу в христианстве, исламе, иудаизме и буддизме.
- Шестая глава посвящена религиозной литературе. В ней даётся обзор тех священных книг различных религий, которые либо сохраняют важное место в построениях религиозных систем (Библия, Коран), либо представляют определённый литературный и исторический интерес (Веды, Авеста). Кроме того, здесь же рассматриваются некоторые религиозные книги, не относимые богословами к разряду священных, но играющие весьма важную роль в таких религиях, как христианство, буддизм (Типитака), иудаизм (Талмуд).
- Седьмая глава рассматривает психологию верующих.
- Восьмая — понятие мистики в прошлом и настоящем. В этой главе описывается спиритизм, теософия, мантика и чародейство. В поздних изданиях был добавлен анализ антропософии и мистики в наши дни.
- Девятая глава посвящена научному и религиозному мировоззрению.
- Десятая глава (добавленная в последних изданиях) посвящена проблеме соотношения религии и искусства.
- Заключительная, одиннадцатая глава изначально называлась «Строительство коммунизма и религия», но потом была переименована в «Религию и атеизм в условиях социализма».

## Издания
- Настольная книга атеиста / С. Ф. Анисимов, Н. А. Аширов, М. С. Беленький и др.; Под общ. ред. С. Д. Сказкина. — 9-е изд., испр. и доп. — М.: Политиздат, 1987. — 431 с. (копия)

## Авторы
«Настольная книга атеиста» выпускалась под общей редакцией академика С. Д. Сказкина. В редакционную коллегию входили С. Ф. Анисимов, В. Ф. Зыбковец, М. П. Новиков, А. А. Судариков, В. Е. Чертихин, Г. И. Эзрин.
Авторы книги:
| - доктор философских наук С. Ф. Анисимов - кандидат философских наук Н. А. Аширов - кандидат философских наук М. С. Беленький - доктор философских наук А. В. Белов - доктор философских наук В. М. Богуславский - кандидат философских наук Ю. Ф. Борунков - доктор философских наук Б. Э. Быховский - кандидат философских наук Л. Н. Емельянова - доктор философских наук В. И. Гараджа - кандидат исторических наук В. Ф. Зыбковец - доктор философских наук А. Н. Кочетов - кандидат философских наук Н. Д. Куфакова - кандидат философских наук Р. Р. Мавлютов - доктор философских наук Б. В. Мееровский | - кандидат философских наук В. А. Мезенцев - кандидат исторических наук С. А. Мирсков - доктор философских наук М. П. Мчедлов - С. С. Никоненко - доктор философских наук М. П. Новиков - кандидат философских наук А. А. Осипов - кандидат философских наук Л. Т. Пинчук - доктор исторических наук П. И. Пучков - А. А. Судариков - доктор философских наук Д. М. Угринович - кандидат исторических наук В. Г. Фуров - кандидат философских наук В. Е. Чертихин - кандидат исторических наук Г. А. Шпажников - кандидат философских наук Г. И. Эзрин |

## Оценки
В 1966 году журнал «Коммунист Молдавии» отмечал, что «пропагандисты научного атеизма, антирелигиозники почерпнут много интересного и нужного из „Настольной книги атеиста“».
В 1972 году в рецензии в журнале «Коммунист» отмечалось, что книга «содержит интересный справочный материал по широкому кругу вопросов истории, теории и практики научного атеизма».
В 2006 году кандидат исторических наук Ю. Н. Бакаев и кандидат юридических наук С. Ю. Симорот указали следующее: «Более 10 раз с 1968 по конец 1980 гг. — переиздавалась фундаментальная книга „Настольная книга атеиста“ содержавшая энциклопедически объёмный материал по религиоведению».
Главный раввин Объединения иудейских религиозных общин Белоруссии Цви Каплан в 2016 году в интервью журналу «Лехаим» вспоминал: «Первая книга, которая познакомила меня с законами иудаизма, была „Настольная книга атеиста“. Там было краткое описание всех религий, и, исходя из тех сведений, которые у меня были из дома — суббота, праздники, — я начал „шерстить“ по всем религиям, потому что слово „иудаизм“ у нас в доме и не упоминалось. Единственное, что я знал на сто процентов, — это что евреи не верят в Иисуса».